# Lövő
Lövő – wieś i gmina w północno-zachodniej części Węgier, w pobliżu miasta Sopron.
Miejscowość leży na obszarze Małej Niziny Węgierskiej, w pobliżu granicy austriackiej. Administracyjnie należy do powiatu Sopron-Fertőd, wchodzącego w skład komitatu Győr-Moson-Sopron.
Główną część gminy Lövő stanowi wieś Lövő. Ponadto w skład gminy wchodzi też pewna liczba okolicznych przysiółków i pojedynczych domów. Cała gmina liczy 1463 mieszkańców (2009) i zajmuje obszar 17,47 km².
Zasadnicza część gminy Lövő – wieś Lövő składa się z kilkunastu ulic. W osadzie znajdują się m.in. poczta, kilka sklepów, niewielki stadion, kościół rzymskokatolicki, cmentarz itd. W pobliżu przebiega linia kolejowa i droga nr 84. Przez miejscowość przebiega niewielka rzeka.